# Urias spinosus
Urias spinosus is een pissebed uit de familie Janiroidea incertae sedis. De wetenschappelijke naam van de soort is voor het eerst geldig gepubliceerd in 1911 door John Richardson.